# Любен Арнаудов
Любен Арнаудов (на македонска литературна норма: Љубен Арнаудов) е политик от Северна Македония.

## Биография
Родена е на 17 ноември 1957 година в Скопие, тогава във Федеративна народна република Югославия. Завършва Медицинския фаултет на Скопския университет. Специализира акушер-гинекология.
В 2016 година е избран за депутат от ВМРО – Демократическа партия за македонско национално единство в Събранието на Република Македония.
След като на 19 октомври 2018 година гласува за конституционните промени за смяна на името на държавата заедно с другите шестима депутати гласували „за“ е изключен от ВМРО-ДПМНЕ и от парламентарната група.